# Марк Цецилий Метелл (претор 206 года до н. э.)
Марк Цеци́лий Мете́лл (лат. Marcus Caecilius Metellus; умер, предположительно, после 196 года до н. э.) — римский политический деятель из плебейского рода Цецилиев Метеллов, претор 206 года до н. э.

## Происхождение
Марк Цецилий принадлежал к плебейскому роду Цецилиев, происходившему, согласно более поздним генеалогическим легендам, от сына бога Вулкана Цекула, основателя города Пренесте, или от спутника Энея по имени Цека. Его отцом был Луций Цецилий Метелл, консул 251 и 247 годов до н. э. и великий понтифик. Старшими братьями Квинта были Квинт, консул в 206 году до н. э., и Луций, народный трибун в 213 году.

## Биография
В 216 году до н. э. он принимал участие в битве при Каннах и после поражения бежал в Канузий. Там Марк возглавил знатную молодежь, которая хотела покинуть Италию, но военный трибун Публий Корнелий Сципион помешал выполнению этих планов и заставил их поклясться в верности Риму. В 214 году до н. э. Марк отбывал должность квестора. Он получил порицание цензоров за события двухлетней давности, был лишен государственного коня и переведен в эрарии. В 213 году до н. э. Марк был избран народным трибуном и, пользуясь своими полномочиями, намеревался привлечь цензоров к народному суду, но этому воспрепятствовали его коллеги. Спустя четыре года он был исключен цензорами из списка сенаторов.
В 208 году до н. э. Марк был назначен на должность плебейского эдила. Он устроил двухдневные Плебейские игры и пир Юпитеру, а также поставил три статуи в храме Цереры. В 206 году до н. э. получил титул городского претора, одновременно исполняя обязанности претора по делам иноземцев. В 205 году до н. э. Марк входил в состав посольства, которое доставило в Рим из Пессинунта священный камень Матери богов. Вероятно, в 196 году до н. э. он был одним из десяти легатов, направленных в Македонию для устройства там дел после победы над Филиппом. Более о нём ничего неизвестно.